# El Cros
El Cros és un edifici del municipi de les Preses (Garrotxa) inclosa en l'Inventari del Patrimoni Arquitectònic de Catalunya.

## Descripció
Es tracta d'un edifici civil orientat cap al sud amb teulada a dus vessants. El material emprat en la construcció és molt pobre i no s'hi troben elements artístics, pel que les llindes són de fusta.
A la part dret de la façana principal es veuen dues voltes, actualment tapiades, una damunt l'altra.
Davant la casa i com a element auxiliar hi ha una pallissa.
La casa presenta una imatge molt simètrica.

## Història
Més antic que Can Quai, antigament anomenat Cros de Lla, l'antic Cros de Ça, ara només anomenat Cros, ja és documentat al segle xii, concretament l'any 1149 en que Uc Pons de Cervera la deixà a Ramon de Cros.
El 4 de juliol de 1560 està documentat el Cros de Ça unida al senyor Antoni Barnada, el qual és testimoni popular d'un arrendament que en sessió pública i davant dels caps de casa de la contrada feu firmar a Esteve Collferrer en Bertomeu de Montagut.